# Hesperoptenus
Hesperoptenus (Peters, 1868) è un genere di pipistrelli della famiglia dei Vespertilionidi.

## Descrizione

### Dimensioni
Al genere Hesperoptenus appartengono pipistrelli di piccole e medie dimensioni, con lunghezza della testa e del corpo tra 61 e 79 mm, la lunghezza dell'avambraccio tra 24 e 60,4 mm, la lunghezza della coda tra 27 e 63 mm e un peso fino a 32 g.

### Caratteristiche craniche e dentarie
Il cranio presenta un'ampia scatola cranica, mentre la regione frontale non è particolarmente rigonfia. Il rostro ed il palato sono corti. Gli incisivi superiori interni sono massicci, con una sola cuspide e leggermente convergenti. Quelli più esterni sono invece corti. 
Sono caratterizzati dalla seguente formula dentaria:

### Aspetto
Il colore delle parti dorsali varia dal marrone chiaro al marrone scuro. Le parti ventrali sono più chiare. In H.tickelli le ali sono nerastre e marcate di bianco. Il muso è piatto e largo, con le narici che si aprono lateralmente e con delle piccole protuberanze davanti all'angolo anteriore dell'occhio. Il labbro inferiore è fornito di un cuscinetto. Le orecchie sono squadrate, con l'estremità arrotondata e con un distinto lobo antitragale vicino all'angolo posteriore della bocca. Il trago è largo e con l'estremità curvata in avanti. La coda è lunga ed inclusa completamente nell'ampio uropatagio. Il calcar ha un lobo terminale ben sviluppato.  In una forma sono presenti dei cuscinetti adesivi alla base del pollice. Il pene ha un prepuzio rigonfio con una grossa apertura.

## Distribuzione
Il genere è diffuso nell'Ecozona orientale.

## Tassonomia
Il genere comprende 5 specie.
- Sottogenere Hesperoptenus - Le orecchie sono membranose, la seconda falange del terzo dito è più lunga della prima falange.
  - Hesperoptenus doriae
- Sottogenere Milithronycteris - Le orecchie sono carnose, la seconda falange del terzo dito è lunga quanto la prima o meno.
  - Hesperoptenus blanfordi
  - Hesperoptenus gaskelli
  - Hesperoptenus tickelli
  - Hesperoptenus tomesi